# فهرست رئیس‌جمهورهای الجزایر
رؤسای جمهور کشور الجزایر پس از استقلال:
      جبهه آزادی‌بخش میهنی (FLN)

      Party of Socialist Revolution (PRS)

      National Rally for Democracy (RND)
| №  | تصویر | نام                            | دورهٔ زمامداری   | دورهٔ زمامداری   | حزب |
| -- | ----- | ------------------------------ | --------------- | --------------- | --- |
| ۱  |       | عبدالرحمن فارس (۱۹۱۱–۱۹۹۱)     | ۲۸ مارس ۱۹۶۲    | ۴ اوت ۱۹۶۲      |     |
| ۲  |       | فرحات عباس (۱۸۹۹–۱۹۸۵)         | ۲۰ سپتامبر ۱۹۶۲ | ۱۵ سپتامبر ۱۹۶۳ |     |
| ۳  |       | احمد بن‌بلا (۱۹۱۶–۲۰۱۲)         | ۱۵ سپتامبر ۱۹۶۳ | ۱۹ ژوئن ۱۹۶۵    |     |
| ۴  |       | هواری بومدین (۱۹۳۲–۱۹۷۸)       | ۱۹ ژوئن ۱۹۶۵    | ۲۷ دسامبر ۱۹۷۸  |     |
| ۵  |       | رابح بیطاط (۱۹۲۵–۲۰۰۰)         | ۲۷ دسامبر ۱۹۷۸  | ۹ فوریه ۱۹۷۹    |     |
| ۶  |       | شاذلی بن جدید (۱۹۲۹–۲۰۱۲)      | ۹ فوریه ۱۹۷۹    | ۱۱ ژانویه ۱۹۹۲  |     |
| ۷  |       | محمد بوضیاف (۱۹۱۹–۱۹۹۲)        | ۱۶ ژانویه ۱۹۹۲  | ۲۹ ژوئن ۱۹۹۲    |     |
| ۸  |       | علی حسین کافی (۱۹۲۸–۲۰۱۳)      | ۲ ژوئیه ۱۹۹۲    | ۳۱ ژانویه ۱۹۹۴  |     |
| ۹  |       | الیمین زروال (۱۹۴۱–)           | ۳۱ ژانویه ۱۹۹۴  | ۲۷ آوریل ۱۹۹۹   |     |
| ۱۰ |       | عبدالعزیز بوتفلیقه (۱۹۳۷–۲۰۲۱) | ۲۷ آوریل ۱۹۹۹   | ۹ آوریل ۲۰۱۹    |     |
| ۱۱ |       | عبدالقادر بن صالح (۱۹۴۱–۲۰۲۱)  | ۹ آوریل ۲۰۱۹    | ۱۹ دسامبر ۲۰۱۹  |     |
| ۱۲ |       | عبدالمجید تبون (۱۹۴۵–)         | ۱۹ دسامبر ۲۰۱۹  | تا کنون         |     |